# بنجامين أبثورب غولد
بنجامين أبثورب غولد Benjamin Apthorp Gould، فلكي أمريكي (1824 - 1896).
تتلمذ غولد على يدي الفيزيائي الألماني غاوس في غيتنغن. وقام بقسط وافر من أعمال مسح ساحل الولايات المتحدة. ودرس النجوم المعيارية standard stars مستخدماً الفلك الملاحي.
أسس غولد مرصد الأرجنتين في قرطبة، وقد جمع عدداً من المصورات الفلكية الرائعة.
وقد توفي غولد في حادثة سقوط عن السلالم.